# Ганна Кралль
Ганна Кралль (пол. Hanna Krall , 20 травня 1935, Варшава) — польська письменниця і журналістка.

## Біографія
Має єврейське походження. Виросла в Любліні. У роки війни переховувалася, її батько і багато родичів загинули. Після війни виховувалася в дитячому будинку. Закінчила Варшавський університет. З 1955 року працювала в столичній газеті Życie Warszawy. У 1966–1969 роках була кореспондентом тижневика Політика в СРСР, в 1969 — 1981 роках — співробітниця Політики, пішла з редакції після оголошення воєнного стану. Працювала в кіно, викладала журналістику. З початку дев'яностих років співпрацювала з Газета Виборча. За її сценаріями знято фільми Яна Якуба Кольського, Кшиштофа Кесльовського, з яким вона дружила. Їй належать спогади про К. Паустовського.
Член Спілки письменників Польщі.
Вона була дружиною журналіста Єжи Шперковича (помер у 2022 році).

## Книги
- Na wschód od Arbatu, Warszawa: Iskry, 1972 (репортажі з СРСР)
- Zdążyć przed Panem Bogiem, Kraków: Wydawnictwo Literackie, 1977 (роман про Варшавське гетто, в співавторстві з Мареком Едельманом)

рос.пер. : Ганна Кралль. Випередити Господа Бога. М., Текст , 2011 року.
- Sześć odcieni bieli, Warszawa: Czytelnik, 1978
- Sublokatorka, Paryż: Libella, 1985; Kraków 1985
- Okna, Londyn: Aneks, 1987; Warszawa 1987
- Trudności ze wstawaniem, Warszawa 1 988 (офіційне видання — Warszawa: Alfa, 1990)
- Hipnoza, Warszawa: Alfa, 1989
- Taniec na cudzym weselu, Warszawa: BGW, 1993
- Co się stało z naszą bajką, Warszawa: Twój Styl, 1994 (повість для дітей)
- Dowody na istnienie, Poznań: Wydawnictwo a5, 1995
- Tam już nie ma żadnej rzeki, Kraków: Wydawnictwo a5, 1998.
- To ty jesteś Daniel, Kraków: Wydawnictwo a5, 2001.
- Wyjątkowo długa linia, Kraków: Wydawnictwo a5, 2004 року (літературна премія Ніке, 2005)
- Spokojne niedzielne popołudnie, Kraków: Wydawnictwo a5, 2004
- Król kier znów na wylocie, Warszawa: Świat Książki, 2006 (номінація на премію Angelus)
- Żal, Warszawa: Świat Książki, 2007
- Różowe strusie pióra, Warszawa: Świat Książki 2009
- Biała Maria, Warszawa: Świat Książki, 2011

## Публікації російською мовою
- Встигнути до Господа Бога [Архівовано 3 квітня 2019 у Wayback Machine.]
- Уривок з книги «Біла Марія»
- Синдром уцілілих [Архівовано 3 квітня 2019 у Wayback Machine.]
- Випередити Господа Бога: Повість / Переклад з польської Кс. Старосільської. Післямова Є. Євтушенко. М .: Текст, 2011

## Визнання
Велика премія Фонду Культура (+1999). Католицький орден Ecce Homo  [Архівовано 3 квітня 2019 у Wayback Machine.] (2003). Лейпцизька книжкова премія за внесок у європейське взаєморозуміння (2000). Премія Гердера за внесок в розвиток європейської культури (2005). Премія Рікарда Хух (2008). Нагороджена також іншими літературними і журналістськими преміями на батьківщині і за кордоном. Її книги перекладені багатьма мовами світу.